# Siebenhitze (Wüstung)
Siebenhitze ist der Name mehrerer Wüstungen im Mansfelder Land in Sachsen-Anhalt, Deutschland. Es sind dabei verteilt im Land vier Dorfstellen bekannt, von denen eine möglicherweise ein Doppeldorf war.

## Namenserklärung
Zur Zeit der Besiedlung des Mansfelder Landes lebten slawische Gruppen und deutsche Gruppen nebeneinander in ihren Dörfern. Auch wenn die slawischen Menschen mit der Zeit assimiliert wurden, überlieferten sich die Namen ihrer Dörfer bis heute und sind an ihrem für den deutschen Muttersprachler unverständlichen Namen zu erkennen (z. B. Hübitz, Gorenzen im Gegensatz z. B. zu Volkstedt und Stangerode). Siebenhitze ist dabei ein solcher slawischer Name. In slawischen Sprachen wie dem Tschechischen hat  z. B. Šibenice die Bedeutung Galgen.

## Dorfstellen
Folgende Wüstungen Siebenhitze sind im Mansfelder Land überliefert:
- Siebenhitze bei Lutherstadt Eisleben, südlich der Altstadt, möglicherweise zwei Wüstungen
- Siebenhitze bei Klostermansfeld auf dem Gelände der Halde 81
- Siebenhitze bei Friedeburg (Saale), Lage unbekannt
- Siebenhitze bei Pölsfeld, 0,75 km NW der Kirche